# Melaneama sanguinea
Melaneama sanguinea là một loài bướm đêm thuộc phân họ Arctiinae, họ Erebidae.